# Ружинский, Михаил Остафьевич

Предполагаемый герб Ружинских.

Князь Михаил Остафьевич Ружинский — казацкий гетман в 1585 году, в других источниках он указан как Михайло Евстафьевич Ружинский. 
Сын гетмана Войска Запорожского князя  Остафия Ивановича Ружинского, в других источниках его отец указан как гетман запорожский князь Евстафий Ружинский. 

## История
Михайло Евстафьевич происходил из княжеского рода Ружинские.
Гетманом был выбран в 1585 году. В этом же году осуществил поход на Перекоп и вернулся в Сечь с большими трофеями и богатой добычей.
Выбив крымских татар из междуречья Кальмиуса и Берды, оставил там казацкие засеки и присоединил эти территории к землям Войска Запорожского.
Во время похода на Украину орды хана Ислам-Гирея (1586 год) Михаил Ружинский разбил её вблизи острова Таволжанского.
Весной 1587 года казаки под предводительством М. Ружинского овладели крепостью Очаков, освободив большое количество пленных и захватили богатые трофеи. Вместе со своим братом Кириком, в 1588 году, был в Запорожье, где, судя по письму русского царя Федора Иоанновича к крымскому султану Кази-Гирею, оба брата были атаманами. Умер после 1592 года.

## Семья
Семья: жена — Райна, дочь Яцека Мисковского.